# تپه گورستان چنارستان
تپه قبرستان چنارستان مربوط به دوران‌های تاریخی پس از اسلام است و در شهرستان تاکستان، روستای چنارستان واقع شده و این اثر در تاریخ ۲۵ اسفند ۱۳۷۹ با شمارهٔ ثبت ۳۱۳۸ به‌عنوان یکی از آثار ملی ایران به ثبت رسیده است.